# Chandra (namn)
Chandra är ett könsneutralt förnamn. 87 män har namnet i Sverige och 52 kvinnor. Flest bärare av namnet finns i Stockholm där 36 män och 18 kvinnor har namnet.